# Nowy Testament w przekładzie na gwarę górali Skalnego Podhala
Nowy Testament w przekładzie na gwarę górali Skalnego Podhala – polska praca studyjna będąca adaptacją Nowego Testamentu na gwarę podhalańską. W 2002 ukazały się Ewangelie, w 2004 Dzieje Apostolskie, Listy i Apokalipsa, zaś w 2005 całość wydania.
Autorką adaptacji (na podstawie polskiej Biblii Tysiąclecia) była Maria Matejowa Torbiarz, naczelnik wydziału kultury w Urzędzie Miasta Zakopane. Ponieważ górale z różnych regionów (np. Nowego Targu czy Kościeliska) mówią inaczej, autorka wybrała gwarę Skalnego Podhala, czyli m.in. Zakopanego. Różni się ona jednak od gwary, którą górale posługują się na użytek turystów. 
Wraz ze wszystkimi księgami Nowego Testamentu przetłumaczono lekcjonarz, który używany jest w niektórych parafiach na Podhalu. Promotorem wydania był proboszcz Parafii Matki Bożej Fatimskiej na Krzeptówkach w Zakopanem, ks. Mirosław Drozdek. Wydawcą przekładu było Pallottinum.
Ks. Władysław Zązel, kapelan Zarządu Głównego Związku Podhalan następująco skomentował wydanie przekładu: 
Nie znać Ewangelije, to tak, jak nie znać Pana Jezusa. Jak to dobrze, że górale bedom mogli jom cytać w mowie swoik ojców.
Rada Języka Polskiego poddała przekład na gwarę góralską - podobnie jak inne adaptacje na regionalne odmiany języka - zdecydowanej krytyce.. W komunikacie zwrócono uwagę na niezgodne z terminologią stosowaną w Kościele Katolickim użycie określenia „przekład”, które zgodnie z zaleceniami Soboru Watykańskiego II przysługuje tylko przekładom z języków oryginalnych. Według RJP:
[...] Rażą niestosowne i anachroniczne gwarowe ekwiwalenty realiów i wyrażeń biblijnych. [...] Próby idące w kierunku oddania Pisma Świętego w języku lokalnym lub środowiskowym niosą niebezpieczeństwo swego rodzaju „prywatyzacji” tego, co powszechne i wypracowane w drodze długiej tradycji przekładowej i egzegetycznej.
Kontrowersje wzbudziło także stosowanie gwary góralskiej w trakcie liturgii w kościołach na terenie Podhala.